# ذخیره‌گاه طبیعی بیچوینتا-میوسری
ذخیره‌گاه طبیعی بیچوینتا-میوسری (به لاتین: Bichvinta-Miuseri Strict Nature Reserve) یک منطقه حفاظت‌شده است که در گرجستان واقع شده‌است.